# Porter (cráter marciano)
Porter es un cráter de impacto de grandes proporciones del planeta Marte situado al este del cráter Brashear. Sus coordenadas son 50.8° sur y 113.9º oeste. Se halla en Aonia Terra, perteneciente al cuadrángulo Thaumasia. El impacto causó una depresión de 105.0 kilómetros de diámetro. El nombre fue aprobado en 1973 por la Unión Astronómica Internacional, en honor al astrónomo y explorador estadounidense Russell W. Porter (1871-1949).
Los cráteres de impacto generalmente tienen un borde con material eyectado alrededor de ellos, a diferencia de los cráteres volcánicos, que por lo general no tienen un borde de material expulsado o depósitos en su perímetro. A medida que se hacen más grandes (mayores de 10 km de diámetro) los cráteres por lo general presentan un pico central. El pico es causado por un rebote del suelo del cráter tras el impacto.

## Barrancos marcianos
Los barrancos marcianos son un tipo de pequeñas redes erosivas que convergen en un canal estrecho y terminan formando depósitos de sedimentos ladera abajo. Se denominan así por su parecido con los barrancos terrestres. Descubiertos por primera vez en las imágenes del Mars Global Surveyor, se producen en pendientes pronunciadas, sobre todo en las paredes de los cráteres. Por lo general, cada barranco tiene una red de drenaje en su parte alta, conectada por un único canal con un abanico aluvial o delantal, adquiriendo la silueta de un reloj de arena. Se piensa que es un fenómeno relativamente reciente, ya que se presenta en muy pocos cráteres.
| \| [[File:Wikiporter.jpg\\|720px\\|alt={{{Alt\\|{{{descripción}}}]] \| \| Cráter Porter, fotografía de la cámara CTX a bordo del Mars Reconnaissance Orbiter (El norte, hacia la izquierda de la fotografía). \| |
| [[File:Wikiporter.jpg\|720px\|alt={{{Alt\|{{{descripción}}}]] |
| Cráter Porter, fotografía de la cámara CTX a bordo del Mars Reconnaissance Orbiter (El norte, hacia la izquierda de la fotografía).                                                                              |

Tan pronto como se descubrieron los barrancos, los investigadores comenzaron a efectuar un seguimiento de las imágenes en busca de posibles cambios. En el año 2006 se detectaron algunos cambios y tras su posterior análisis, se determinó que los cambios podrían haberse producido por flujos granulares secos en lugar de ser impulsados por agua líquida. Mediante observaciones continuas se observaron muchos más cambios en cráteres como Gasa y otros.
Los cambios se producen en el invierno y en la primavera, por lo que los expertos piensan que los barrancos son debidos a fenómenos asociados con la presencia de hielo seco en el terreno. Se sabe que esta actividad coincidió con la helada estacional del dióxido de carbono, a temperaturas que no habrían permitido la existencia de agua líquida. Cuando el hielo seco se sublima en forma de gas, se pueden lubricar los materiales granulares secos, que podrían deslizarse sobre todo en taludes empinados. En algunos años las heladas desplazan capas de material que tal vez alcanzan un metro de espesor.